# Doris odhneri
Doris odhneri is een slakkensoort uit de familie Dorididae. De wetenschappelijke naam werd gepubliceerd in 1966 door MacFarland.